# La donna del mio cuore
La donna del mio cuore (Liebesleute) è un film del 1935 diretto da Erich Waschneck.

## Trama
Un gruppo di tedeschi emigrato in Canada è costretto a tornare in patria e vengono accolti in un piccolo villaggio dove il giovane figlio di un ricco possidente si innamora di una profuga e per questo annulla il matrimonio con una ereditiera.
Nonostante mille problemi i due giovani resistono e fuggono a Berlino per coronare il loro sogno.

## Produzione
Il film fu prodotto dalla Fanal-Filmproduktion GmbH di Berlino.

## Distribuzione
Il film uscì in Germania il 18 ottobre 1935 con il titolo originale Liebesleute o con quello alternativo Hermann und Dorothea von Heute. La pellicola uscì nelle sale con il visto di censura B.40341 dell'11 ottobre 1935 che ne vietava la visione ai minori.
In Austria, il film fu distribuito dalla Tobis-Sascha Film-Vertrieb. L'E.N.I.C. lo distribuì in Italia in una versione di 2.136 metri con il visto di censura 29.226 dell'aprile 1936.